# 서머 레슨
《서머 레슨》(SUMMER LESSON, 일본어: サマーレッスン 사마렛슨[*])은 반다이 남코 스튜디오의 철권 프로젝트가 개발한 플레이스테이션 VR 전용 소프트웨어이다. PSVR 본체와 같이 2016년 10월 13일에 반다이 남코 엔터테인먼트에서 출시됐다. 다운로드 전매 타이틀로 플레이스테이션 스토어에서 배포된다. 출시 하루 전인 10월 12일, 한글판의 발매가 결정됐으며, 2017년 봄에 출시 예정으로 하고 있다

## 개요
여름 방학 중인 소녀의 가정교사가 되어서 커뮤니케이션을 하는 ‘VR 캐릭터 커뮤니케이션’이사는 새로운 장르의 게임이다. 듀얼쇼크와 같은 장래의 게임 콘트롤러의 종류는 사용되지 않고, 헤드 마운티드 디스플레이인 PSVR을 장착한 플레이어의 시선이나 끄덕이며 고개를 흔들거나 하는 동작으로 조작을 한다.
개발 팀의 리더인 하라다 카츠히로는 개발 이유를 ‘VR 기술의 일반화’라고 하고 있으며 누구로부터라도 알기 쉬운 키워드로 전해지는 것, 큰 소식이 될 것을 만들고 싶었다고 하고 있다.
TGS 2015 미디어 어워드에서 4Gamer 루키 부문의 우수상을 수상. 4Gamer.net의 아라이 요스케는 “지금까지의 게임의 현장감과는 전혀 다른 리얼함으로 VR이라는 게임의 완전 새로운 가능성을 알기 쉽게 표현해줬다”라고 평가하고 있다.

## 출시에 이르기까지의 경위

### 기획
원래는 아케이드 게임인 《기동전사 건담: 전장의 인연》에 사용되고 있던 대형 본체 P.O.D용의 게임으로 반다이 남코의 타마키 아야에 의해서 기획된. 《전장의 인연》은 다인원 대전 형태의 게임이였지만 타마키는 이것과는 전혀 타입이 다른 게임을 내고 싶다고 생각해시으며 그 곳에 있는 듯한 느낌으로 캐릭터와 이야기할 수 있는 게임을 제안했다. 이것이 상사인 하라다의 마음에 들었으며, VR용으로 한 쪽인 재미있을 것이라는 제안이 이루어졌다. 그리고, 다시 VR용으로 개발이 친해되게 됐다.

### 출시 시작
2014년 3월 경부터 반다이 남코 스튜디오의 철권 팀에 의해서 제작이 시작됐다. 개발 초기에는 《아이돌마스터》의 미나세 이오리의 3D 모델을 사용했지만 애니메이션틱해서 변형된 캐릭터로 VR을 하면 위화감을 느껴버려서 현실에 가까운 디자인을 하면 오리지널과는 달라져 버린다. 또, 일반층으로의 어필을 생각했을 경우, 애니메틱한 디자이보다도 리얼함 쪽의 인물이 좋을 것이라는 하라다의 판단에서 새로운 캐릭터가 디자인됐다.

### 발표
2014년 9월 1일의 SCEJA Press Conference 2014에서 첫 공개됐다. 처음에는 도쿄 게임 쇼2014에 출전하기 위한 데모 콘텐츠라는 위치였다. 다만, 예상을 웃도는 반향이 있었기 때문에 TGS 부스의 수용 문제로 TGS로의 출전은 중지됐으며, 같은 해 11월 29일, 30일의 Project Morpheus(플레이스테이션 VR의 개발 중인 프로젝트 이름)의 사용자 체험회에서 처음으로 일반 공개됐다.
도쿄 게임 쇼 2014에서 발표된 버전은 흑발의 일본인 여고생이 등장했지만, 2015년에 미국에서 행해진 E3에 출전된 버전에서는 영어로 말하는 금발의 소녀 앨리슨이 등장했다.
처음에는 기술 데몬스트레이션이며 제품화 예정은 없다가 발표했지만 사용자로의 요청이 커지면서 2016년 6월 14일에 제품화가 정식으로 발표됐다. 또한, 제품판의 가제이며 공식 사이트에서는 “サマーレッスン （仮）”→서머 레슨 (가제)로 되어 있었다.
2016년 9월 15일의 TGS2016에서 제품 제목이 정식 발표된 기본 게임 팩은 《서머 레슨: 미야모토 히카리 세븐 데이즈 룸》(サマーレッスン:宮本ひかり セブンデイズルーム)이다. 또 출시 후에도 정기적으로 추가 팩이 배포될 예정이다.

## 등장인물
주인공 (主人公) 
플레이어 캐릭터. 미야모토 히카리의 가정교사로 파견된다. 게임은 모두 주인공 1인칭 시점으로 진행된다.
미야모토 히카리 (宮本ひかり) 
성우 - 나고토 나츠미
기본 개임 팩 《미야모토 히카리 세븐 데이즈 룸》(宮本ひかり セブンデイズルーム)에 등장. 포니테일의 검은 머리에 분홍색의 리본을 한 소녀. 성적이 나쁘며, 여름방학이 끝나는 날의 시험을 위해서 주인공에게 가정 방문 수업을 받게 된다.
우카이 (鵜飼 ) 
성우 - 카야노 아이

## 스태프
- 프로듀서 : 하라다 카츠히로
- 감독 : 타마키 아야[8]
- 리드 프로그래머 : 야마모토 하루요시
- 미술 감독 : 요시에 히데오
- 리드 애니메이터 : 모리모토 나오히코